# Record du monde du mile
Pour un article plus général, voir Records du monde d'athlétisme.
Les records du monde du mile sont actuellement détenus par le Marocain Hicham El Guerrouj avec le temps de 3 min 43 s 13, établi le 7 juillet 1999 lors du Golden Gala de Rome, en Italie, et par la Kényane Faith Kipyegon, créditée de 4 min 7 s 64 le 21 juillet 2023 lors du Meeting Herculis de Monaco, à Monaco.
Les records du monde en salle du mile appartiennent à Jakob Ingebrigtsen (3 min 45 s 14 le 13 février 2025 à Liévin) et à l'Éthiopienne Genzebe Dibaba (4 min 13 s 31 le 17 février 2016 à Stockholm).

## Record du monde masculin
32 records du monde masculins du mile ont été homologués par l'IAAF :
| Chronométrage manuel       |                    |                  |             |
| 4 min 14 s 4               | John Paul Jones    | 31 mai 1913      | Cambridge   |
| 4 min 12 s 6               | Norman Taber       | 16 juillet 1915  | Cambridge   |
| 4 min 10 s 4               | Paavo Nurmi        | 23 août 1923     | Stockholm   |
| 4 min 9 s 2                | Jules Ladoumègue   | 4 octobre 1931   | Paris       |
| 4 min 7 s 6                | Jack Lovelock      | 15 juillet 1933  | Princeton   |
| 4 min 6 s 8                | Glenn Cunningham   | 16 juin 1934     | Princeton   |
| 4 min 6 s 4                | Sydney Wooderson   | 28 août 1937     | Londres     |
| 4 min 6 s 2                | Gunder Hägg        | 1er juillet 1942 | Göteborg    |
| 4 min 6 s 2                | Arne Andersson     | 10 juillet 1942  | Stockholm   |
| 4 min 4 s 6                | Gunder Hägg        | 4 septembre 1942 | Stockholm   |
| 4 min 2 s 6                | Arne Andersson     | 1er juillet 1943 | Göteborg    |
| 4 min 1 s 6                | Arne Andersson     | 18 juillet 1944  | Malmö       |
| 4 min 1 s 4                | Gunder Hägg        | 17 juillet 1945  | Malmö       |
| 3 min 59 s 4               | Roger Bannister    | 6 mai 1954       | Oxford      |
| 3 min 58 s 0               | John Landy         | 21 juin 1954     | Turku       |
| 3 min 57 s 2               | Derek Ibbotson     | 19 juillet 1957  | Londres     |
| 3 min 54 s 5               | Herb Elliott       | 6 août 1958      | Dublin      |
| 3 min 54 s 4               | Peter Snell        | 27 janvier 1962  | Wanganui    |
| 3 min 54 s 1               | Peter Snell        | 17 novembre 1964 | Auckland    |
| 3 min 53 s 6               | Michel Jazy        | 9 juin 1965      | Rennes      |
| 3 min 51 s 3               | Jim Ryun           | 17 juillet 1966  | Berkeley    |
| 3 min 51 s 1               | Jim Ryun           | 23 juin 1967     | Bakersfield |
| 3 min 51 s 0               | Filbert Bayi       | 17 mai 1975      | Kingston    |
| 3 min 49 s 4               | John Walker        | 12 août 1975     | Göteborg    |
| 3 min 49 s 0               | Sebastian Coe      | 17 juillet 1979  | Oslo        |
| 3 min 48 s 8               | Steve Ovett        | 1er juillet 1980 | Oslo        |
| Chronométrage électronique |                    |                  |             |
| 3 min 48 s 53              | Sebastian Coe      | 19 août 1981     | Zurich      |
| 3 min 48 s 40              | Steve Ovett        | 26 août 1981     | Coblence    |
| 3 min 47 s 33              | Sebastian Coe      | 28 août 1981     | Bruxelles   |
| 3 min 46 s 32              | Steve Cram         | 27 juillet 1985  | Oslo        |
| 3 min 44 s 39              | Noureddine Morceli | 5 septembre 1993 | Rieti       |
| 3 min 43 s 13              | Hicham El Guerrouj | 7 juillet 1999   | Rome        |

## Record du monde féminin
13 records du monde féminins du mile ont été homologués par l'IAAF:
| Chronométrage manuel       |                     |                   |           |
| 4 min 37 s 0               | Anne Rosemary Smith | 3 juin 1967       | Londres   |
| 4 min 36 s 8               | Maria Gommers       | 14 juin 1969      | Leicester |
| 4 min 35 s 3               | Ellen Tittel        | 20 août 1971      | Sittard   |
| 4 min 29 s 5               | Paola Pigni         | 8 août 1973       | Viareggio |
| 4 min 23 s 8               | Natalia Mărășescu   | 21 mai 1977       | Bucarest  |
| 4 min 22 s 1               | Natalia Mărășescu   | 27 janvier 1979   | Auckland  |
| 4 min 21 s 7               | Mary Slaney         | 26 janvier 1980   | Auckland  |
| Chronométrage électronique |                     |                   |           |
| 4 min 20 s 89              | Lyudmila Veselkova  | 12 septembre 1981 | Bologne   |
| 4 min 18 s 8               | Mary Slaney         | 9 juillet 1982    | Paris     |
| 4 min 17 s 44              | Maricica Puică      | 9 septembre 1982  | Rieti     |
| 4 min 16 s 71              | Mary Slaney         | 21 août 1985      | Zurich    |
| 4 min 15 s 61              | Paula Ivan          | 10 juillet 1989   | Nice      |
| 4 min 12 s 56              | Svetlana Masterkova | 14 août 1996      | Zurich    |
| 4 min 12 s 33              | Sifan Hassan        | 12 juillet 2019   | Monaco    |
| 4 min 07 s 12              | Faith Kipyegon      | 21 juillet 2023   | Monaco    |

## Records du monde en salle

### Hommes
Cinq records du monde en salle masculins du mile ont été homologués par l'IAAF:
| Temps         | Athlète            | Date            | Lieu            |
| ------------- | ------------------ | --------------- | --------------- |
| 3 min 49 s 78 | Eamonn Coghlan     | 27 février 1983 | East Rutherford |
| 3 min 48 s 45 | Hicham El Guerrouj | 12 février 1997 | Gand            |
| 3 min 47 s 01 | Yomif Kejelcha     | 3 mars 2019     | Boston          |
| 3 min 46 s 63 | Yared Nuguse       | 8 février 2025  | New York        |
| 3 min 45 s 14 | Jakob Ingebrigtsen | 13 février 2025 | Liévin          |

### Femmes
Quatre records du monde en salle féminins du mile ont été homologués par l'IAAF: 
| Temps         | Athlète            | Date            | Lieu            |
| ------------- | ------------------ | --------------- | --------------- |
| 4 min 20 s 5  | Mary Decker-Slaney | 19 février 1982 | San Diego       |
| 4 min 18 s 86 | Doina Melinte      | 13 février 1988 | East Rutherford |
| 4 min 17 s 14 | Doina Melinte      | 9 février 1990  | East Rutherford |
| 4 min 13 s 31 | Genzebe Dibaba     | 17 février 2016 | Stockholm       |

## Records du monde sur route

### Hommes
| Temps         | Athlète           | Date             | Lieu           |
| ------------- | ----------------- | ---------------- | -------------- |
| 3 min 56 s 13 | Hobbs Kessler     | 1er octobre 2023 | Riga           |
| 3 min 54 s 56 | Emmanuel Wanyonyi | 27 avril 2024    | Herzogenaurach |

### Femmes
| Temps         | Athlète        | Date             | Lieu |
| ------------- | -------------- | ---------------- | ---- |
| 4 min 20 s 98 | Diribe Welteji | 1er octobre 2023 | Riga |